# Храм Ранганатхи в Шрирангаме
Храм Ранганатхи в Шрирангаме (англ. Sri Ranganathaswamy Temple, Thiruvarangam) — один из крупнейших в мире индуистских храмовых комплексов. Построен в дравидийском архитектурном стиле и посвящён божеству Ранганатхе — Вишну, возлежащему на священном змее Ананта-Шеше. Расположен на речном острове Шрирангам в штате Тамилнад (Индия). На том же острове находится ещё один большой храмовый комплекс Джамбукешвара, построенный во II веке до н. э. в честь Шивы, а также многочисленные святыни и каменные гхаты для ритуального омовения в реке Кавери. Тамильская литература III—VII веков свидетельствует о том, что Шрирангам был религиозным центром как для вайшнавов, так и для шиваитов. Однако после реформации Рамануджи в конце XI — начале XII века вайшнавизм в регионе стал преобладать.
Храм Ранганатхи особенно почитается последователями традиции шри-вайшнавизма, которые считают его первым и главным на Земле среди 108 основных святых мест паломничества (дивьядешам). Ежегодно в декабре сюда прибывают тысячи паломников на фестиваль в честь Вишну, называемый Вайкунтха-экадаши, когда отворяются «ворота во внутреннее святилище Господа».
С 2014 года храм находится в предварительном списке объектов всемирного наследия ЮНЕСКО.

## Храмовый город

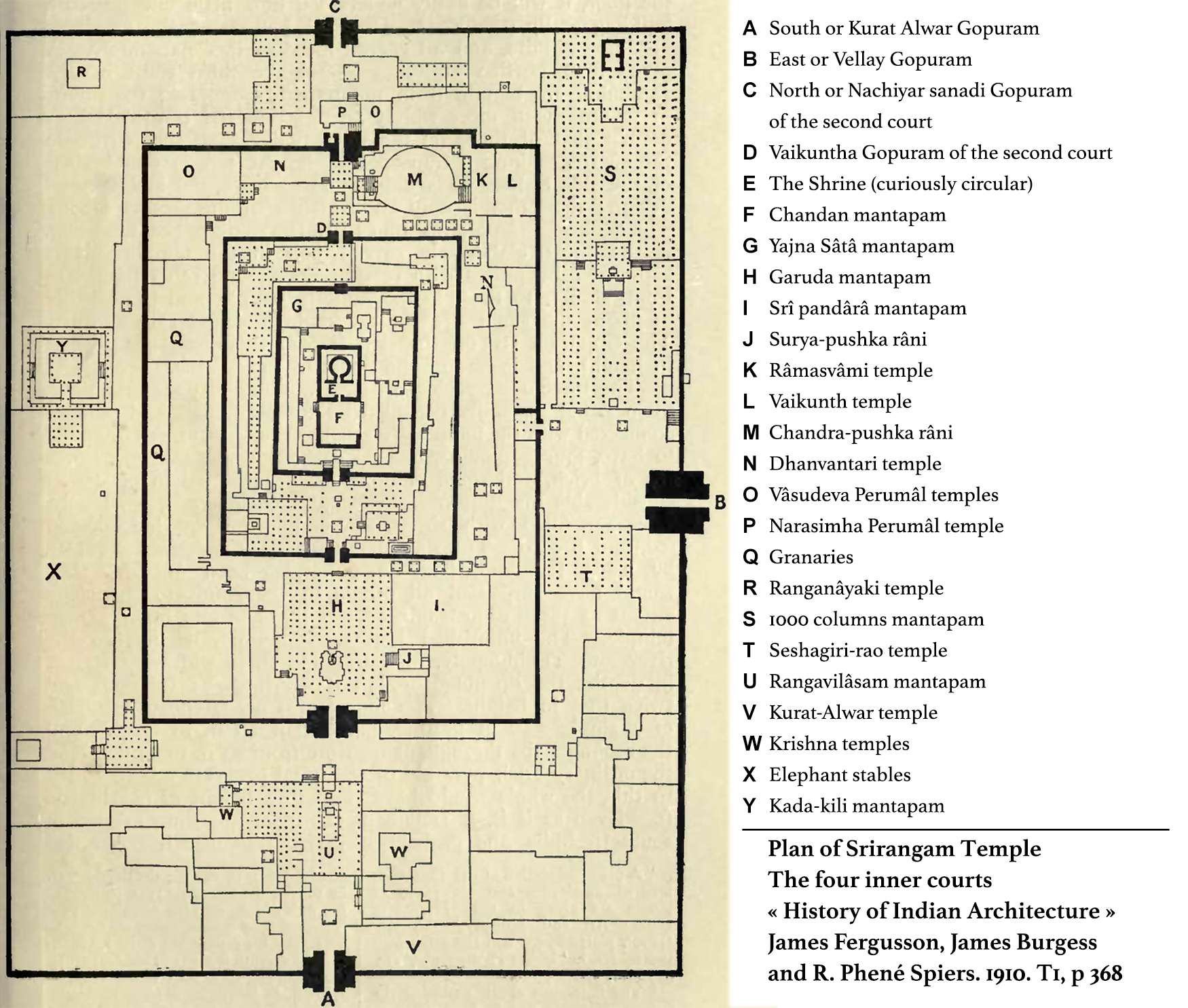
План четырёх внутренних дворов храма Ранганатхи, 1910 год

Храм Ранганатхи представляет собой не просто большой храм, а целый храмовый город, уникальный по своей архитектуре. Он состоит из семи «пракар», то есть расположенных друг в друге корпусов с храмами, стенами и башнями. В центре расположен главный храм Ранганатхи, вокруг него находятся шесть концентрических прямоугольных ограждений в форме толстых каменных стен с башнями-гопурамами. Внутри каждой пракары есть постройки, связанные с деятельностью храмового комплекса. Внешний корпус, известный как «адаявалайнджан» (adaiavalainjan), не является пракарой, играя лишь роль внешних защитных стен. Внутренние пять корпусов стен комплекса образуют храм, в то время как два внешних корпуса действуют как поселение. В них находятся дома брахманов, небольшие святилища, гостевые дома и магазины для паломников. Таким образом, чёткое различие между храмом и поселением размыто. Подобная структура храмового комплекса уникальна для Южной Индии, храм Ранганатхи считается её выдающимся образцом.

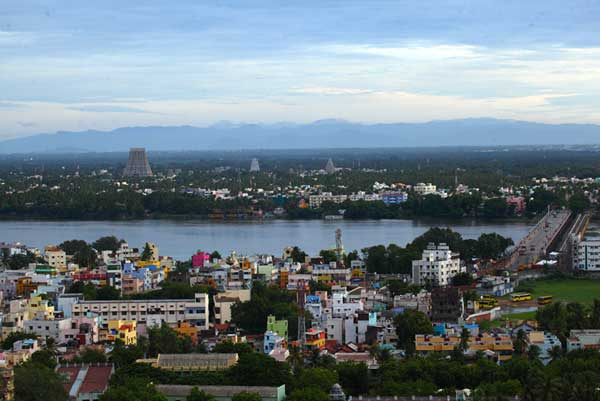
Вид на храмовый город со стороны Тиручирапалли

Храм построен в дравидийском архитектурном стиле. Его площадь составляет 63,1 гектара. По оценкам учёных и ЮНЕСКО, комплекс представляет собой самый большой действующий храм в мире. По площади он уступает гигантскому комплексу Ангкор-Ват в Камбодже, также посвящённому Вишну. Однако в отличие от Ангкор-Вата, который давно заброшен, в храме Ранганатхи в настоящее время поддерживаются многовековые традиции и поклонение Вишну. По масштабам его сравнивают с крупнейшими религиозными центрами, включая царский дворец и буддийский храм Потала в Лхасе (Тибет), буддийский храм Боробудур на острове Ява (Индонезия), заброшенный город инков Мачу-Пикчу (Перу) и город-государство Ватикан.
Помимо упомянутых вложенных друг в друга строений, комплекс насчитывает 21 красочно оформленную башню-гопурам, 50 небольших святилищ, 9 священных прудов, позолоченную виману (купол) над главным святилищем и множество других достопримечательностей, таких как скульптуры и фрески. В гарбхагрихе основного храма находится скульптурное изображение Вишну в форме Ранганатхи, возлежащего вместе с Лакшми на тысячеголовом змее Ананта-Шеше. В комплексе поддерживается постоянная высокая активность, будни его жителей состоят из обслуживания паломников, проведения ежедневных ритуалов и религиозных фестивалей. Жизнь людей сосредоточена вокруг Храма Ранганатхи, находящегося в сердце храмового города.

## Краткая история храма

### Развитие храмового города
Первые упоминания о святом месте восходят к I веку нашей эры. Однако хроника храма XI—XII веков, называемая Koil Olugu, упоминает, что некая святыня, позднее разрушенная стихийным бедствием, существовала уже во II веке до н. э. Её возникновение связано с проникновением ведийских традиций Северной Индии в Южную Индию и на Шри-Ланку. В древнем сборнике тамильской любовной лирики «Аканануру» (IAST: Akanaṉūṟu) упоминается место Арангам, куда возлюбленный уехал в поисках заработка или богатства, а может быть, молить о благосостоянии. «Аканануру» датируется периодом между I и II веками, хотя стихи из сборника были сочинены, по всей видимости, раньше. Иланго Адигал, живший во II веке, в одном из пяти великих эпосов тамильской литературы «Силаппадикарам» (Silappadikaram) упоминает бога в Шрирангаме, покоящегося вместе с Лакшми на кольцах тысячеглавого змея.
Остров на реке Кавери, где расположен храмовый город, считается искусственным или частично искусственным. Раджендра I (1014/1016—1044), правитель государства Чола, велел создать остров для борьбы с паводковыми водами. Для строительства искусственного острова использовался труд пленных с покорённой Шри-Ланки. Комплекс сформировался под влиянием многократных достроек и перестроек в течение нескольких столетий. Он воплощает архитектурные стили, популярные при разных княжеских династиях. Местные правители помогали храму и стремились внести свой вклад в его развитие. В развитии комплекса участвовали раджи из ранних династий Чола (I век) из Урайюра (городок южнее острова Шрирангама), раджи поздних династий Чола (XIII век) из Танджавура, раджи из Конгу Наду (государства на западе Тамилнада), южная династия Пандья (с VI по X и с XIII по XIV век), династия Хойсала (с X по XIV век), а также правители и наместники Виджаянагарской империи (XVI век). Считается, что храм достиг своего расцвета в период династии Чола (IX—XII века). По мере достройки храмового комплекса возникали всё новые функциональные здания, залы с колоннами и павильоны для ритуалов (мандапы). Строительство последней храмовой башни завершилось только в 1987 году.
В XXI веке комплекс представляет собой крупнейший центр вайшнавизма, наиболее почитаемый в шри-вайшнавизме. С храмом Ранганатхи связана значительная часть жизни знаменитого Рамануджи — теолога вишишта-адвайты. Здесь он преподавал теологию, участвовал в религиозных диспутах, принял санньясу. В комплексе расположен небольшой храм (место поклонения) Шри Раманудже (Sri Ramanujar Sannadhi, 10°51′41″ с. ш. 78°41′27″ в. д.), там же находится его древнее каменное мурти. Храм Ранганатха воспевали альвары, чьи статуи присутствуют в храме и чьи гимны до сих пор распевают перед божеством. Дважды в году (в январе и апреле) в храме проводится ратха-ятра, религиозный фестиваль, в ходе которого божество вывозят за пределы храма.
Фотографии храмового комплекса в 1870 и 1903 годах
|                            |               |                                                    |                                 |
| Панорамный вид на комплекс | Раджа-гопурам | Храмовые брахманы и девадаси (храмовая танцовщица) | Праздничная процессия со слоном |

### Храмовая организация до реформации Рамануджи
К X веку значение храмов Тамилнада вышло за пределы обычных мест религиозного поклонения. Они стали занимать важное положение в социально-политической структуре общества. Благодаря религиозной идеологии они не только оказывали влияние на умонастроение верующих, но и были землевладельцами, работодателями, школами, центрами культуры и искусства и, наконец, оплотами политической стабильности. Храм управлялся сабхой (sabhā), или общинным советом, опиравшимся на деревенские собрания. До сих пор нижняя (народная) палата парламента Индии носит название «Лок сабха». Совет состоял из брахманов, бывших крупными землевладельцами, на чьи средства содержались храм и храмовый персонал. В сабхе заметную роль играли торговые сообщества, выступавшие крупными меценатами храма. Как следствие, членство в общинном совете носило преимущественно наследственный (кастовый) характер. К организации работы храма были причастны пять социальных групп, называвшихся «котту» (kottu) или «варьям» (variyam). К ним относились святые аскеты (kovanavar), игравшие роль духовных лидеров; брахманы, обеспечивающие божество и паломников едой (kodavar); охранники (koduvaleduppar); певцы, исполнявшие священные гимны (paduvar), садоводы, поставлявшие туласи и цветы для ритуалов (talaiyiduvar). Социальная структура храма сложилась уже к VIII веку и окончательно закрепилась в XI веке.
Вплоть до мусульманских военных кампаний 1311 и 1323 годов руководство храмом полностью находилось в руках религиозного авторитета, такого как ачарья. Мусульманская оккупация разрушила систему храмового управления и привела к прекращению богослужений. Порядок был восстановлен с приходом правителей династии Виджаянагара. Они не только отстроили храм, но и постепенно установили контроль над его администрацией. Правители назначали собственных уполномоченных для надзора за храмовыми делами.

### Административная реформа Рамануджи

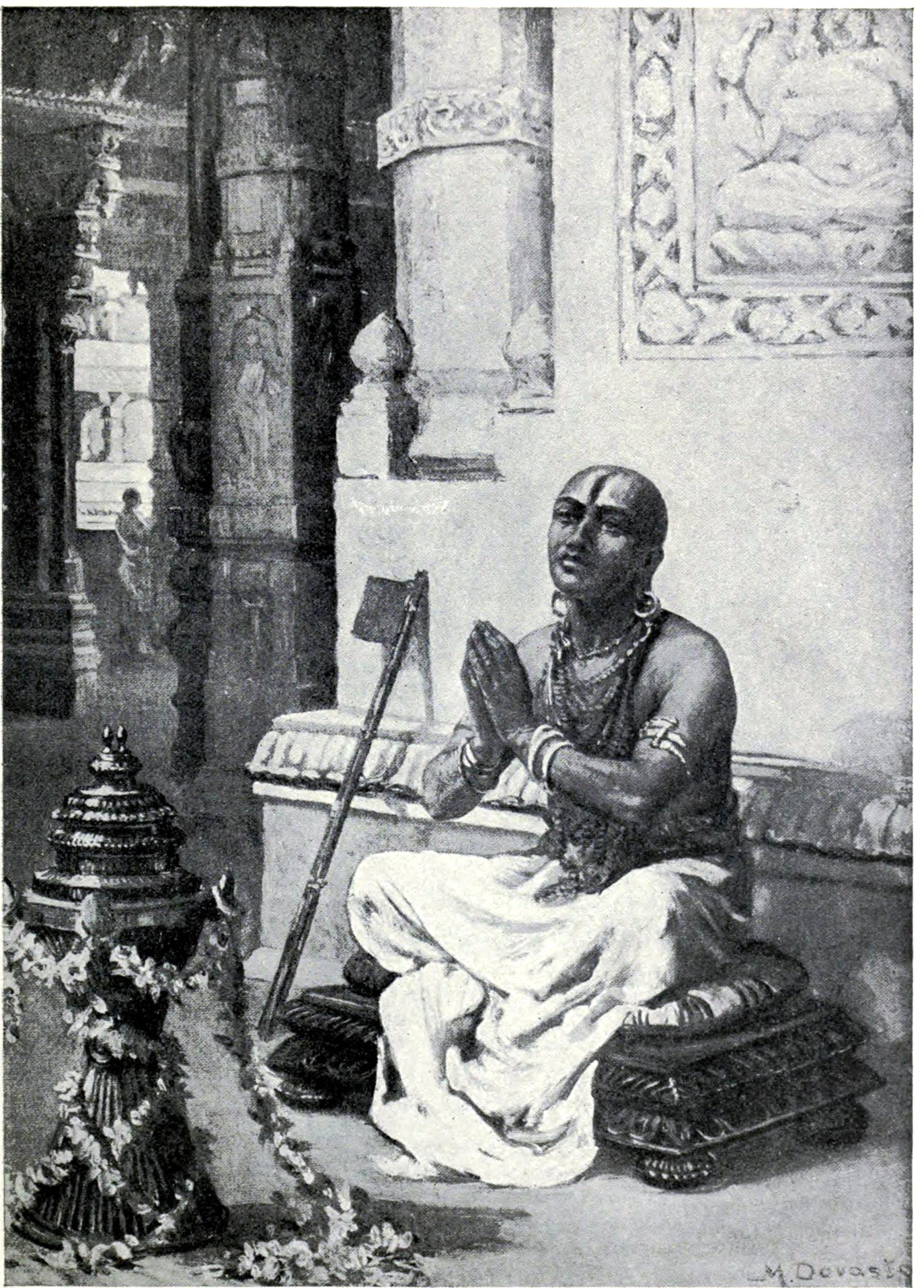
Рамануджа в храме, 1100 год. Иллюстрация из книги «История наций» от 1923 года

Рамануджа посвятил храму в Шрирангаме бо́льшую часть своей жизни. Он унаследовал руководство храмовой общиной по завещанию Ямуначарьи, который видел в нём будущего духовного лидера Шрирангама. Ко времени прибытия Рамануджи храм в Шрирангаме уже был известным и состоятельным. Он содержался за счёт средств деревенской общины, а также благодаря многочисленным дарам в виде золота, драгоценностей и сельскохозяйственных земель. К XII веку подарки поступали уже не через общинный совет, а отдельным брахманам и в храм напрямую, что могло вести к злоупотреблениям. Первым делом Рамануджа решил принять меры для предотвращения незаконного присвоения пожертвований. Он назначил доверенных вайшнавов, не относящихся к храмовому сообществу, в качестве финансистов для управления бюджетом, включая распределение даров (они получили название «тируппатьяр», (tiruppatiyar)). На ключевые позиции храмовой администрации были выдвинуты его ученики, что позволяло Раманудже полностью контролировать храмовый бюджет. Один из последователей Рамануджи, Куратталаван (Kurattalvan), был назначен ответственным за храмовые правила, а родственник Рамануджи Мудальяндан (Mudaliyandan) — за организацию и обеспечение работы храма. Число социальных групп, занимавшихся обслуживанием храма, выросло с пяти до десяти, а кастовая принадлежность их членов расширилась. Появились новые профессии: содержание зернохранилищ, охрана ворот, учёт расходов, подношение кокосов, украшение колесниц для фестивалей, звуковое сопровождение ритуалов (на раковинах), запечатывание дверей, исполнение музыки и танцев перед божеством и др. Обязанности и денежное вознаграждение каждой группы были чётко регламентированы.
Храмовые финансисты получили статус наивысшей социальной группы в храме. Рамануджа заменил аскетов — религиозных лидеров на своих учеников из числа домовладельцев (то есть представителей другой касты), а своего родственника Мудальяндана назначил сенапати дурантара, старшим смотрителем храма. Это не могло не вызвать недовольство в среде ортодоксальных брахманов, которые столетиями жили по другим, кастовым, порядкам. Рамануджа намеревался сделать храмовым счетоводом ещё одного своего ученика, Киранур Килавана, однако столкнулся с открытым сопротивлением брахманского сообщества. После покушения на свою жизнь Рамануджа был вынужден оставить храм и уйти в Тирувелларай, находившегося в нескольких часах пути от Шрирангама, где он проживал при храме Пундарикакша Перумал (Pundarikakshan Perumal Temple, 10°58′ с. ш. 78°40′ в. д.) в течение двух лет. Однако и после возвращения в Шрирангам Рамануджа был вынужден прибегать к предосторожностям. Во избежание отравления его родственник и ученик Кидамби Ачан (Kidambi Acchan) лично готовил ему еду.

### Религиозная реформация Рамануджи

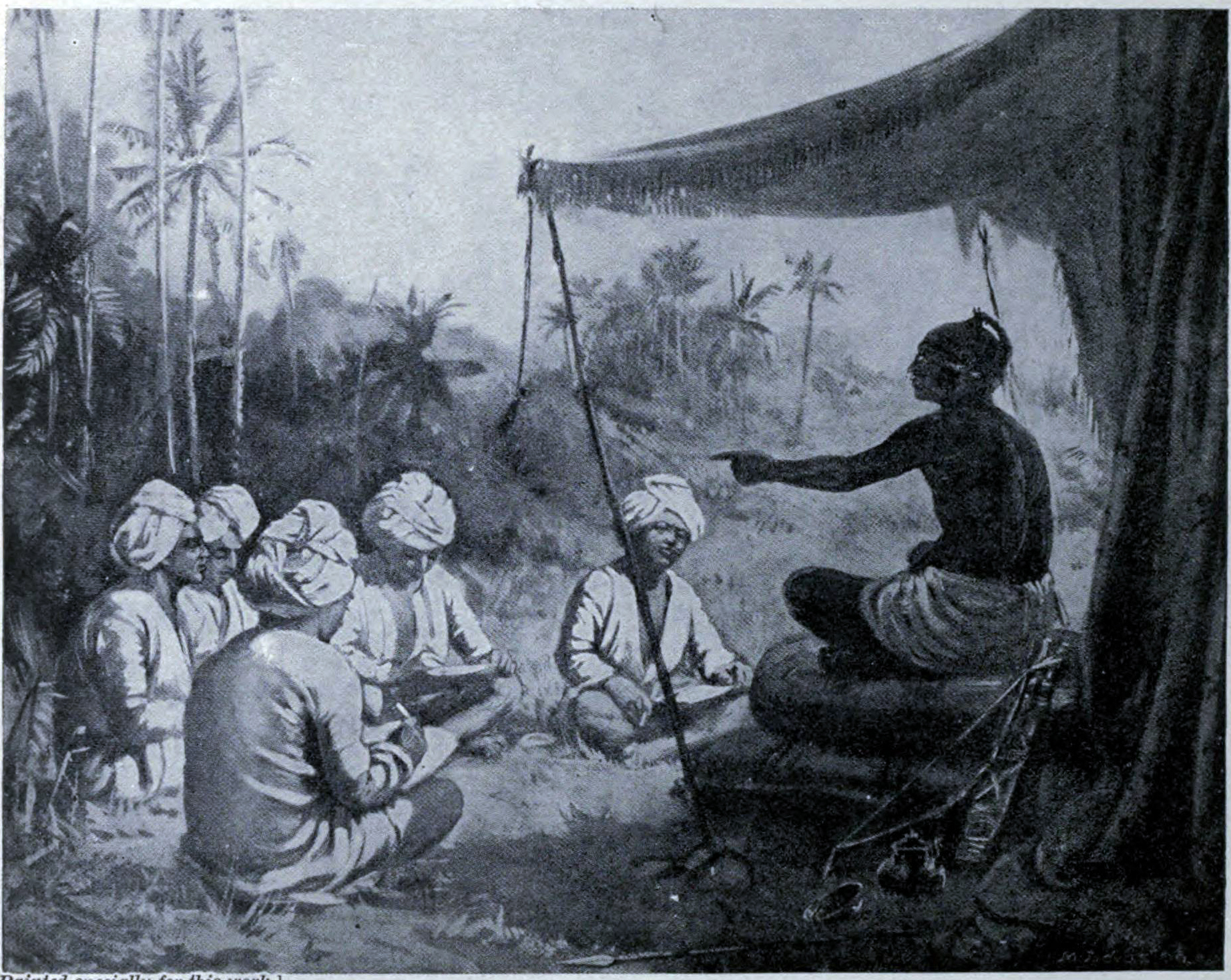
Кулоттунга I Чола наставляет землемеров, 1086 год. Иллюстрация из книги «История наций» от 1923 года

Раманудже удалось провести революционные изменения в ритуальном богослужении, в новой форме впоследствии ставшем каноном вайшнавизма. До Рамануджи правила богослужения основывались на обрядовой традиции вайкханаса. Брахманы вайкханаса следовали ведийским нормам, проводили яджны и были наследственными священниками храма. Никакого посвящения им не требовалось, так как считалось, что последователи вайкханасы получают инициацию ещё в утробе матери и являются храмовыми служителями по рождению. Рамануджа придерживался более либеральных взглядов на богослужение. Они были привиты ему семьёй и учителями, Ямуначарьей и Натхамуни, которые в качестве образца любви к Вишну почитали любовную поэзию альваров. Рамануджа был воспитан в традиции «Панчаратры», комбинировавшей ведийские и тантрические тексты. В рамках этой доктрины служителем храма мог стать любой, кто получит посвящение, даже если он не входит в касту брахманов. В мировоззрении Рамануджи не было кастовых ограничений, и пуджу (ритуал любви и преданности богу) мог проводить любой, включая женщин и даже представителей низшей касты. Пуджа с плодами и цветами пришла на смену огненному жертвоприношению. Рамануджа приближал вероисповедание к широким социальным слоям и предпочитал санскриту гимны на народном тамильском языке, в результате чего брахманы теряли своё уникальное положение посредников между человеком и богом. Идеи Рамануджи в сообществе вайкханаса считали еретическими. Они не могли быть приняты, поскольку разрушали привычные социальные связи.

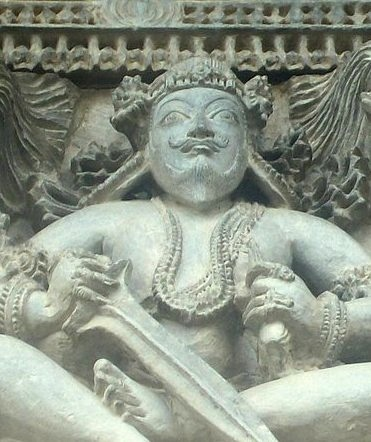
Правитель Вишнувардхана Хойсала, обращённый Рамануджей в вайшнавизм. Барельеф храма Ченнакешава (Белур, XII век)

Рамануджа лишил исконных привилегий брахманов традиции вайкханаса. Ответная реакция последовала в форме политических репрессий. Одним из наиболее загадочных и неясных эпизодов в жизни Рамануджи было его преследование правителем из династии Чола. Агиографии Рамануджи не упоминают имя правителя, однако историки сходятся во мнении, что им был Кулоттунга I Чола (Kulottunga I, 1070—1122), один из принцев восточной династии Чалукья. Агиографии Рамануджи и храмовые хроники представляют его противника как фанатичного шайву, преследовавшего вайшнавов по религиозным мотивам. В действительности, по всей видимости, отношения между правителем и Рамануджей носили более сложный характер. Его предшественник, Ямуначарья, был близок царскому двору династии Чола и награждался за богословские способности, несмотря на свою религиозную принадлежность. Правители династии Чола вели себя предельно прагматично. Они не отличались щедростью или избирательностью к божествам. Их политика заключалась в том, чтобы патронировать конкретные святые места, как вайшнавов, так и шайвов, на завоёванных территориях. Таким образом они закрепляли свой авторитет, выставляли себя преемниками традиций и обретали местную поддержку. К примеру, царская семья Пандья, бывшая вассалами при Чола, ради поддержки одаривала одновременно крупные храмы в Чидамбарам, Каттуманнаркойле, Шрирангаме и Тируванайкойле (причём два последних находились на одном острове).
Восхождение Кулоттунги I на престол сопровождалось восстаниями во многих частях страны. Правитель нуждался в союзниках и политических сторонниках, особенно на северо-западном рубеже, где находился пограничный Шрирангам. Такой опорой были местные лидеры, которые были фактически независимыми правителями при верховной власти Кулоттунги I. В ходе религиозной реформации ряд лидеров, терявших из-за Рамануджи часть власти и ресурсов, по всей видимости, обратились к Кулоттунге I для восстановления дхармы. Рамануджа был вынужден бежать в соседнее государство, находившееся под контролем династии Хойсала, заклятых врагов правителей Чола. Империей Хойсала в то время управлял Битти Хойсала (Bitti, 1108—1152), который предоставил Раманудже убежище. Последний поселился в Мелукоте (Карнатака) при храме Челува-Нараяна (Cheluvanarayana Swamy Temple, 12°39′33″ с. ш. 76°38′52″ в. д.). Под его влиянием джайн Битти принял вайшнавизм и стал именоваться Вишнувардханой (Vishnuvardhana). Смена доминирующей религии в Хойсале произошла в период между 1100 и 1116 годами, то есть в первые годы изгнания Рамануджи и в начале правления Битти. Рамануджа, великий проповедник и реформатор, вернулся в Шрирангам с триумфом. Произошло это уже после смерти Кулоттунга I и принесения извинений его сыном.

## Мурти Ранганатха и его ваханы

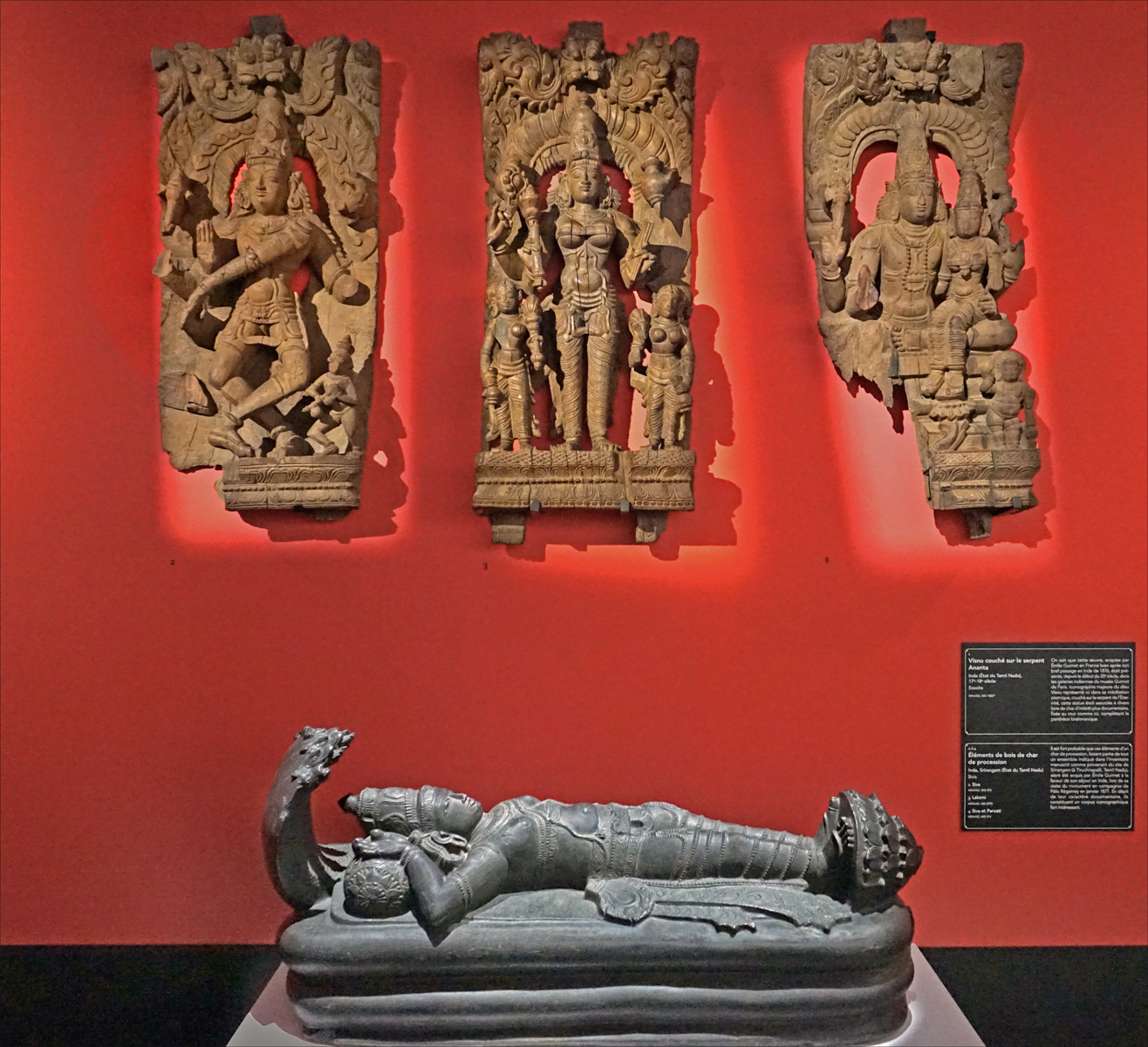
В центре образ Ранганатхи, лежащего на змее Ананта-Шеше, базальт, XVII—XVIII века, Индия. Над ним образы (слева направо) Шива, Лакшми и пара Шива-Парвати. Коллекция Музея Гиме (Париж).

Мурти (божество) Шри Ранганатха свами (Sri Ranganatha swamy) расположено в центре храмового комплекса. Оно представлено в образе человека, лежащего в полудрёме на тысячеголовом змее Ананта-Шеше. Мурти уникально тем, что сделано не из гранита, как во многих вайшнавских храмах. Его материал представляет собой особую цементную смесь из извести, камней и связующего раствора. Последний состоит из специальной пасты (thailam), сделанной из мускуса, камфоры, мёда, неочищенного пальмового сахара и сандаловой пасты. Супругу Ранганатхи (Лакшми) называют «Ранганаяки», «Шри-деви» и «Бху-деви». Только исповедующим индуизм разрешается входить в главное святилище, в котором находится божество храма.
В дни фестиваля специальное переносное мурти Ранганатхи (его называют «Алагья Манавалан» или «Нам Перумал») выносится за пределы храма, чтобы все желающие могли лицезреть божество. Его возят на колеснице в форме деревянной фигуры, «ваханы» — ездового животного или птицы Вишну. Колесницы хранятся на территории храма и доступны посетителям. Сами по себе фигуры животных являются образцами индийского искусства. На них вырезаются животные, экзотические птицы, солнце, луна, деревья и другие декоративные элементы. Фигуры покрыты тонким слоем золота или серебра.

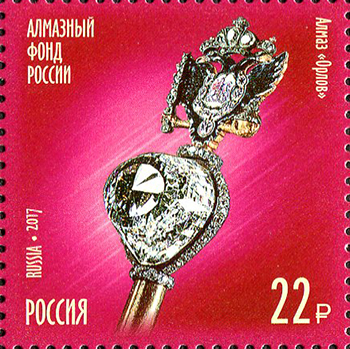
Почтовая марка России с изображением алмаза «Орлов», 2017 год

В распоряжении Ранганатхи находится несколько колесниц: Гаруда (Garuda vahana), Лев (Simha vahana), Слон (Yanai vahana), Лошадь (Kudirai vahana), царь обезьян Хануман (Hanumantha Vahana), свирепое мифическое чудище Яли (Yazhi vahana), змей Ананта-Шеша (Sesha vahana), Лебедь (Annapakshi Vahana), Павлин (Otrai vahana) и Солнечная колесница (Prabhai vahana). Лицезрение Ранганатхи верхом на вахане среди моря преданных в ходе фестивальной процессии на улицах Шрирангама считается благоприятным и сравнимо с благословением. Во время тамильского месяца маргажи (декабрь — январь) в храме проходит религиозный фестиваль, длящийся 21 день, на который собирается около миллиона паломников.
С сокровищами Ранганатхи связана авантюрная история, подлинность которой проверить уже невозможно. Утверждается, что знаменитый бриллиант «Орлов», украшающий императорский скипетр Екатерины Великой, когда-то принадлежал храму в Шрирангаме. История описана в книге «Драгоценные и благородные камни» француза Луи Дютана, изданной в 1783 году во Флоренции. Легенда гласит, что французский солдат, дезертировавший из индийской армии, принял индуизм, задумав ограбить храм. Глазницы Ранганатхи были инкрустированы крупными алмазами зеленовато-синего оттенка. В 1747 году алмаз был похищен псевдослужителем храма, а затем перепродан торговцам. Так он попал сначала в Мадрас, затем в Лондон и, наконец, в руки ювелира императрицы Екатерины Великой.

## Даршан Ранганатхи
Даршан, то есть лицезрение божества, доступен в течение дня в определённые часы, кроме праздников и фестивалей. Жилая часть комплекса открыта для всех желающих без ограничения. Нежилая часть комплекса, где сосредоточены святилища и находится главное божество, предназначена только для «hindu», то есть исповедующих индуизм. За этим следят как брахманы, так и сами паломники. Однако ограничение не является строгим: для посетителей, относящихся с уважением и почтением к Ранганатхе и традициям, вход возможен (свидетельством чему является знак вайшнавской тилаки на лбу). Посетители должны соблюдать требования к внешнему виду и быть одеты в традиционную одежду. Женщины-посетители одеты в сари или шальвар-камиз, для мужчин обязательным является дхоти или саронг. Нижняя часть тела закрывается белым саронгом, верхняя может быть открыта или одета в белую рубашку (футболку). Посещение храма в обуви запрещено, как и во всех индийских храмах. Фотографировать внутренние интерьеры храма и проносить мобильный телефон также не разрешается. Паломники для получения даршана выстраиваются в очередь, которая может состоять из тысяч желающих. Прохождение бесплатной очереди, в которой стоят бедные индийские семьи, преимущественно из деревень, может занимать несколько часов. Быстрый проход, позволяющий обойти часть общей очереди, называется «быстрый даршан» и позволяет сократить время ожидания до получаса или полутора часов. При приближении к главному святилищу посетители складывают ладони в приветственной мудре «намаскара». Ранганатхе предлагают подношения в форме цветка (цветочной гирлянды), ароматических благовоний, кокоса, бананов. Стандартный набор для подношения является одним из основных товаров на территории храмового комплекса. Мурти божества обслуживает группа брахманов, которые взаимодействуют с паломниками и следят за общим порядком. У посетителей есть несколько секунд, чтобы приветствовать божество. Во избежание давки длительная задержка у мурти не допускается. Паломники могут предложить дакшину брахманам и взамен получить прасад — как правило, листья туласи, фрукты и цветы. Дежурный брахман раздаёт паломникам ложкой камфорную воду, которую пьют из ладони, а остатками воды смачивают голову. После даршана принято делать денежное пожертвование храму. На выходе из главного святилища индусы по традиции остаются сидеть возле него на несколько минут, пребывая в атмосфере святого места. После даршана Ранганатхи полагается делать обход второстепенных святынь. В определённые часы брахманы и их помощники раздают прасад в форме бесплатной еды.
Повседневная жизнь Шрирангама
|                                        |                                            |                                      |                                  |                      |
| Паломник в традиционной одежде в белом | Женщины в Шрирангаме в традиционной одежде | Вайшнавская тилака на лице паломника | Перед входом в главное святилище | Прасад из Шрирангама |

## Достопримечательности комплекса
Многие части храма замечательны в архитектурном отношении. Кроме святилища с основным божеством, частью комплекса являются множество других святилищ с разными формами Вишну: Сударшаной, Нарасимхой, Рамой, Хаягривой, Гопалой-Кришной, а также с мурти вайшнавских святых. Всего выделяется несколько достопримечательностей.

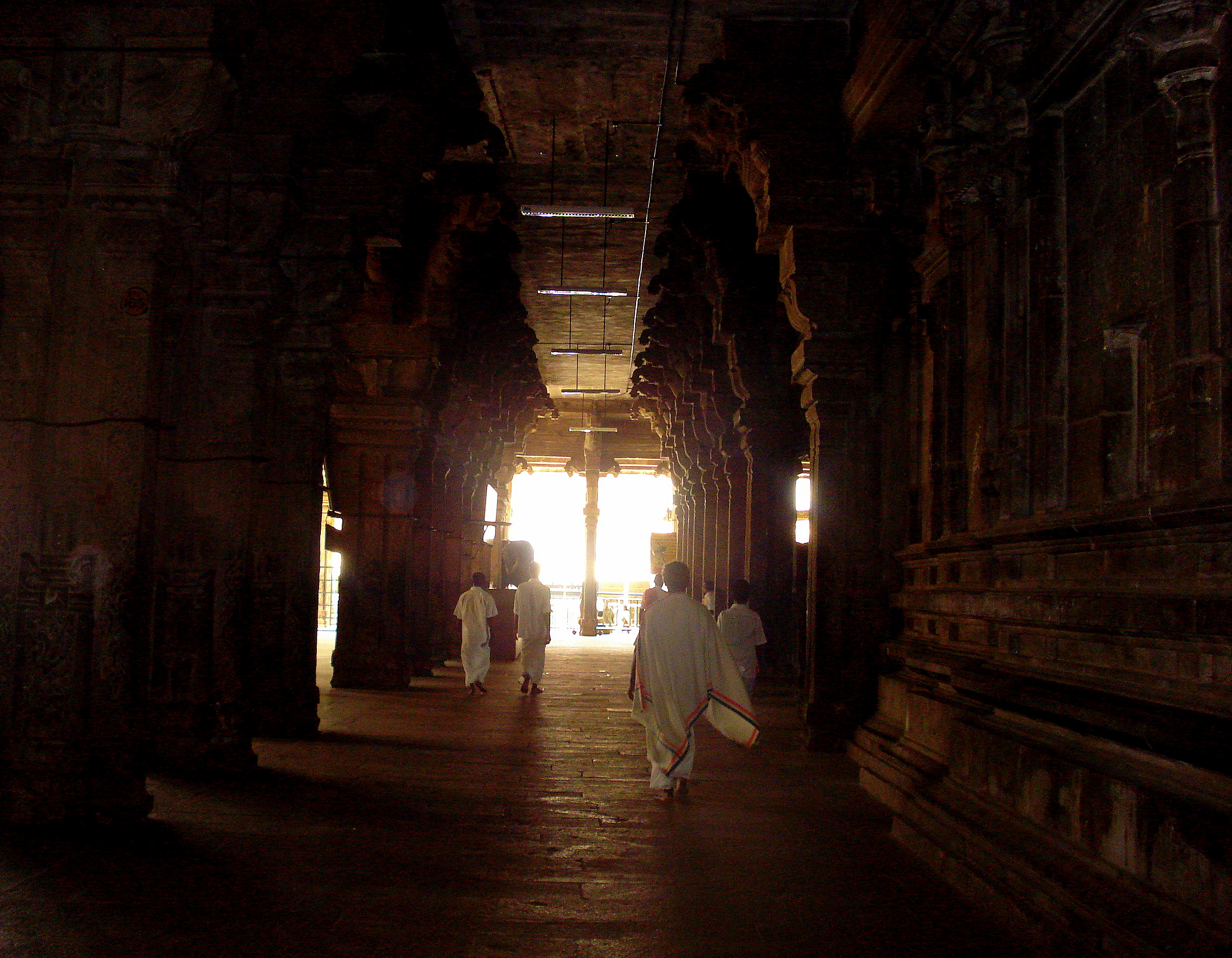
Зал тысячи колонн

Мандапы, или открытые павильоны для ритуалов. Храм знаменит многочисленными мандапами. Среди них самым прекрасным является «Зал тысячи колонн» (их в действительности насчитывается 953), построенный из гранита во время империи Виджаянагар (1336—1565 годы). Планировка Зала тысячи колонн напоминает театральную. Главный зал представляет собой один широкий проход в центре, вокруг которого стройными рядами возвышаются сотни каменных колонн. С каждой стороны к центру ведут семь боковых проходов, между которыми колонны равномерно распределены.

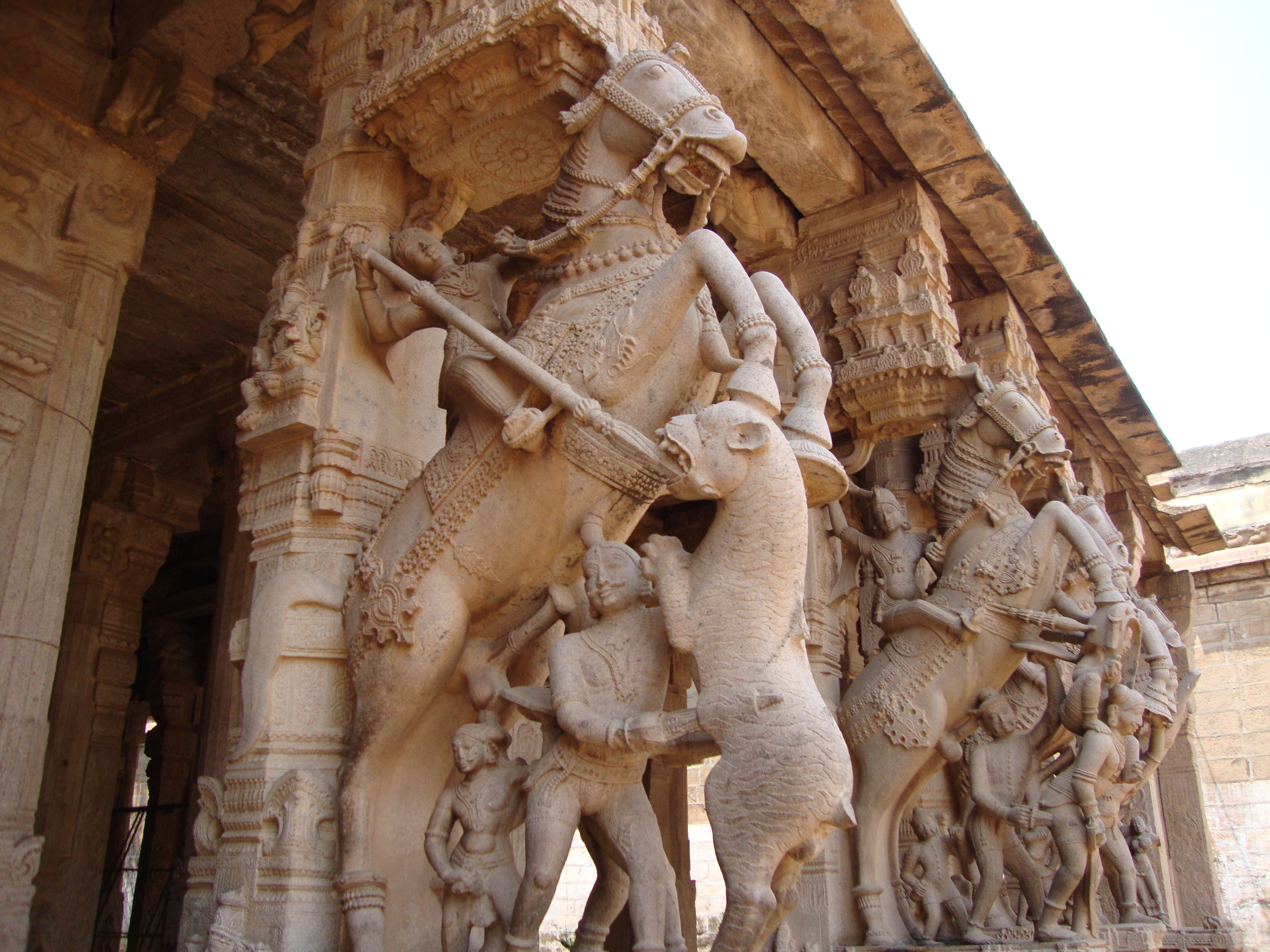
Мандапа Ананта-Шеши

Среди других мандап выделяется зал, посвящённый тысячеголовому змее Ананта-Шеше (Sesharayar Mandapam). Он был возведён на восточной стороне четвёртого ряда стен раджами династии Наяков. Зал известен своими 40 колоннами в форме статуй скачущих лошадей. Фактически они представляют собой монолитные столбы, из которых вырезаны каменные скульптуры лошадей, несущих на спинах наездников и топчущих копытами тигров.
Ещё одна примечательная мандапа посвящена ездовой птице Вишну, Гаруде (Garuda Mandapam). Она находится на южной стороне третьего ряда стен и тоже была построена при династии Наяков. Портретные скульптуры взяты из более ранних храмовых сооружений и встроены в колонны, идущие вдоль центрального прохода. В зале находится святилище с большой сидящей фигурой Гаруды, взор которого обращён к северу, в сторону главного святилища Вишну.

Мандапа Гаруды
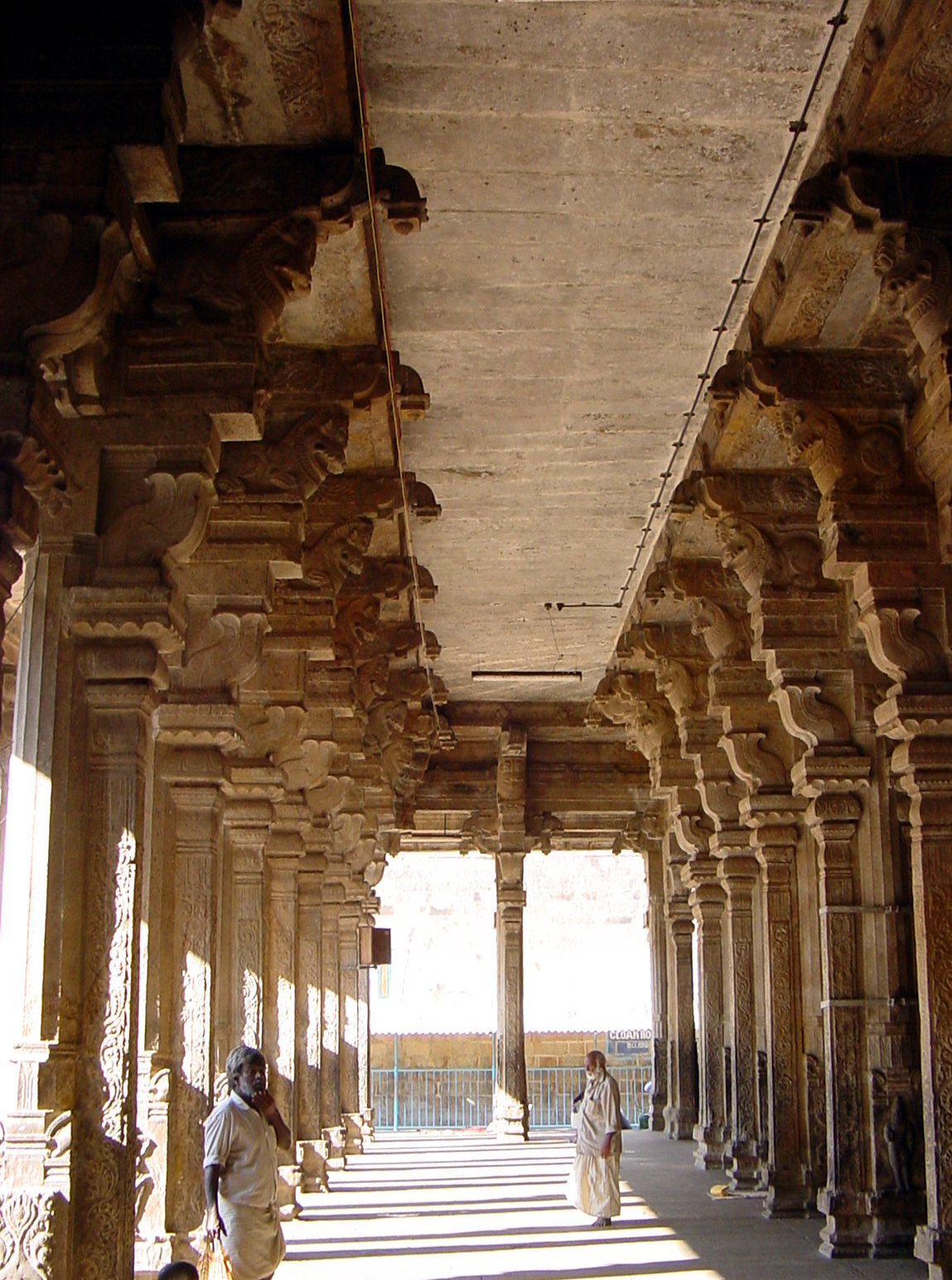
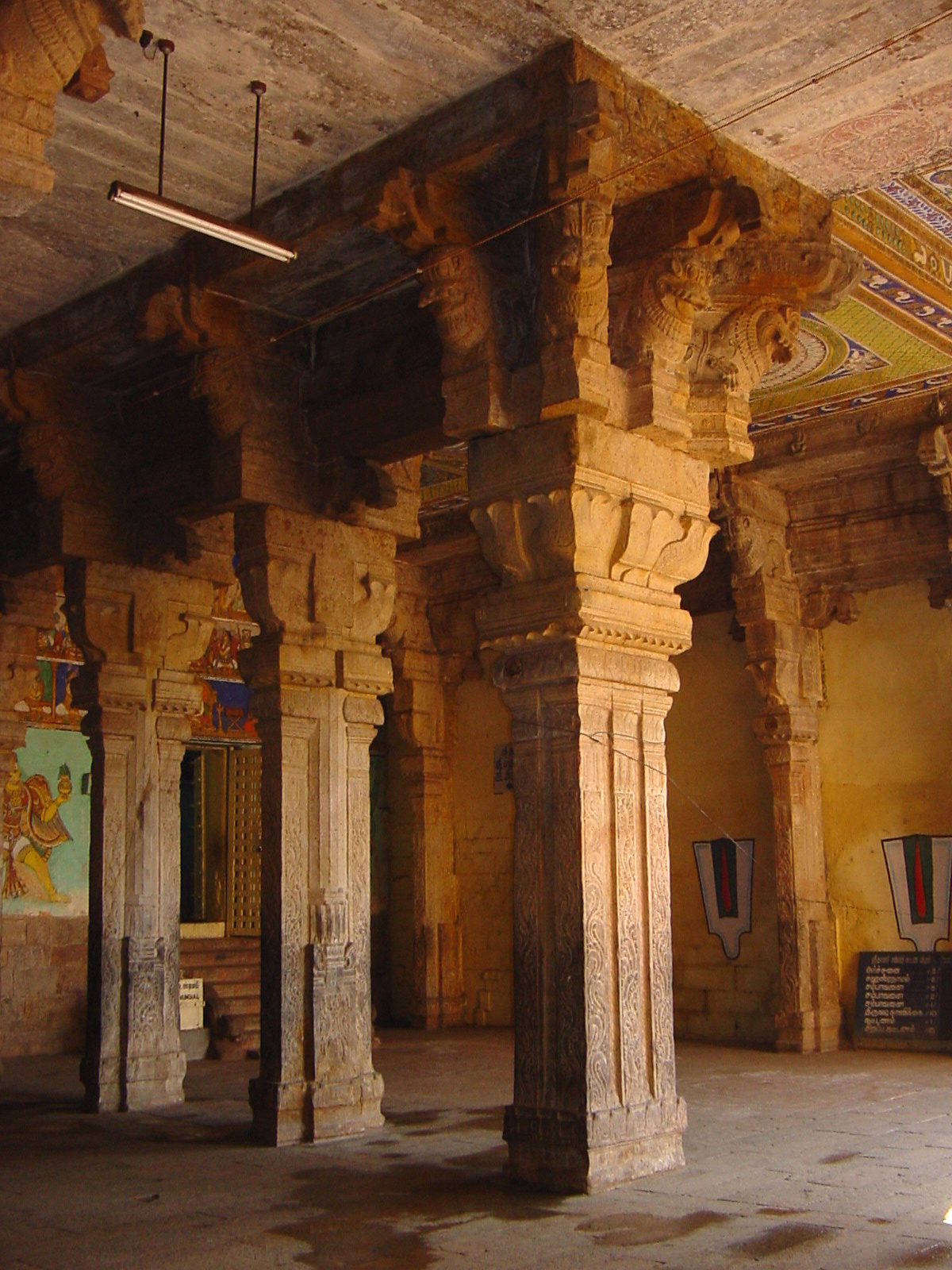
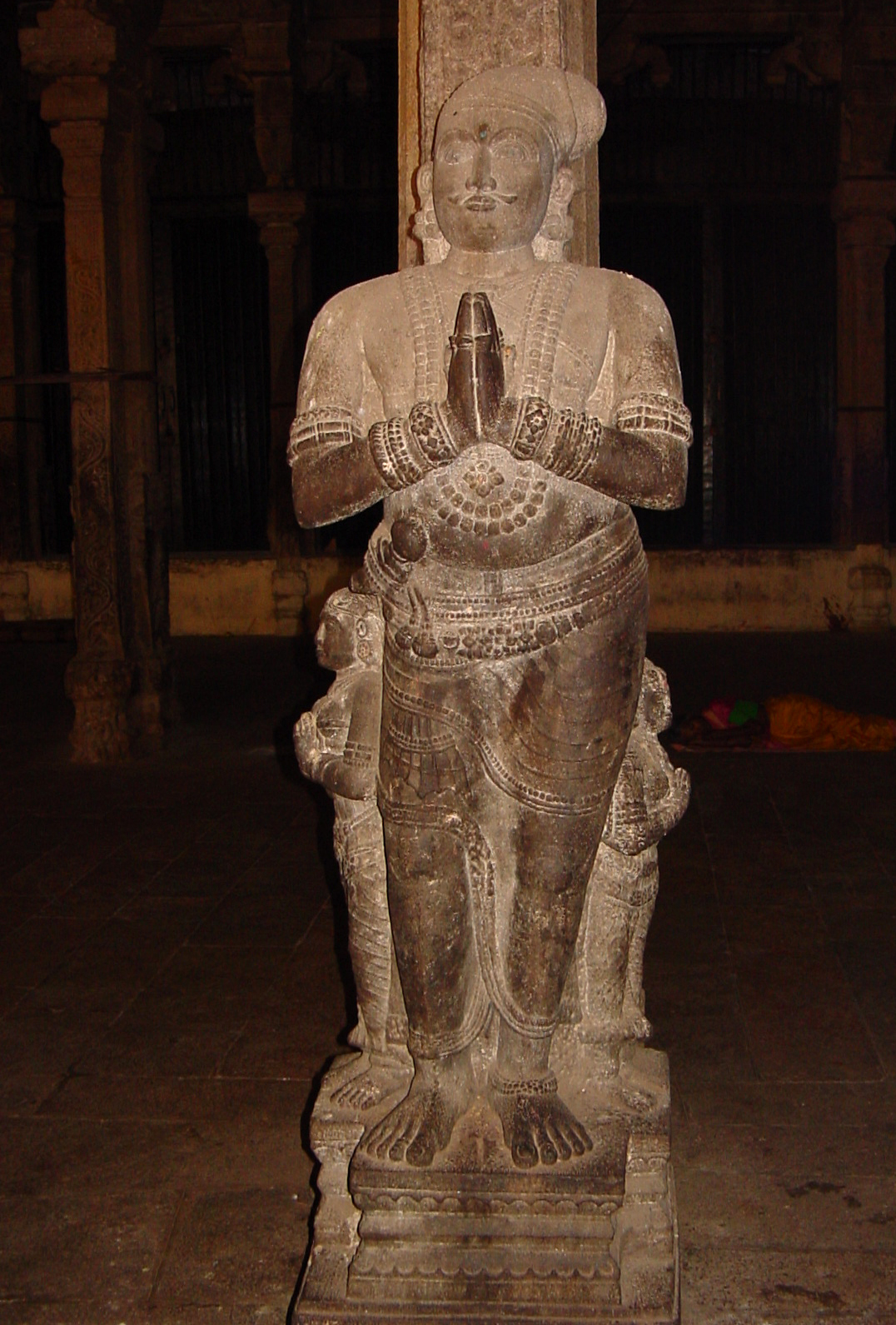

«Кили-мандапа» (Kili mandapam) расположена рядом с храмом Ранганатхи, внутри центрального корпуса. Балюстрада этой мандапы состоит из фигур слонов. По ней можно подняться на просторную открытую площадку. Она украшена тонкими декоративными колонами с изображениями животных. Четыре крупные колоны в середине обрамляют основное святилище зала.

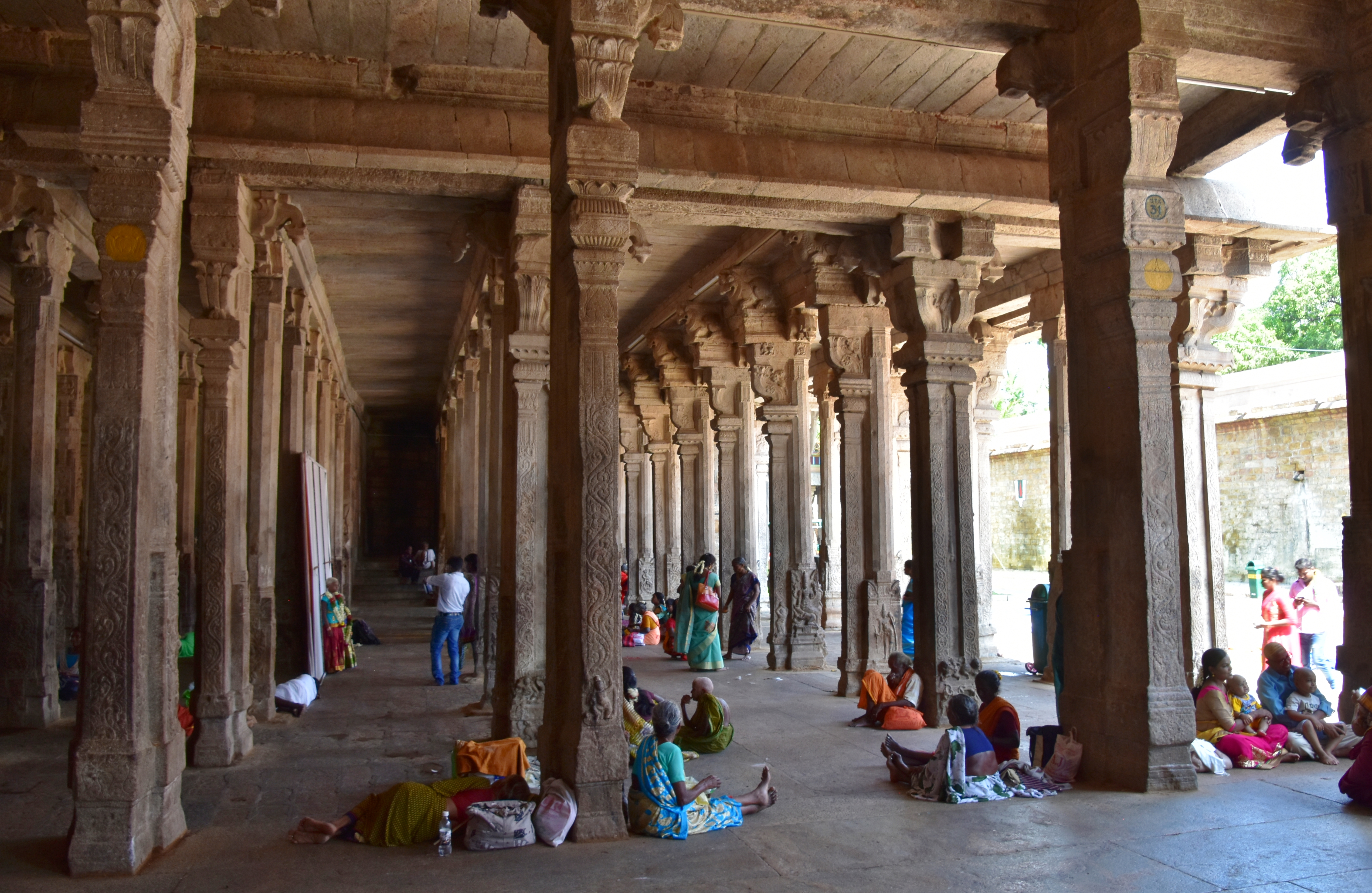
Мандапа Ранга-Виласа

Популярная мандапа «Ранга-Виласа» (Ranga Vilasa mandapam) находится напротив входа в центральный храм. Она представляет собой протяжённую прямоугольную площадку, в тени которой собираются паломники отдохнуть и понаблюдать вокруг за бойкой торговлей религиозными принадлежностями. Мандапа Ранга-Виласа украшена скульптурами героев из «Рамаяны», а также изящными фресками.
Зернохранилища «коттарам» (kottaram) представляют собой огромные здания, которые свидетельствуют о стратегическом планировании продовольственной безопасности не только для храма, но и для населения всего храмового города в период Средневековья.
Маленькие святыни. Известная святыня «Вену-Гопала» (Venugopala) находится в юго-западном углу в четвёртом ряде стен и датируется 1674 годом. Небольшой храм имеет виману (купол) над главным святилищем и свою собственную мандапу. Её открытый зал оформлен рифлёными колонами, которые венчают цветы лотосов. С трёх сторон святилища на посетителей взирают скульптуры божеств.

Храм Вену-Гопала
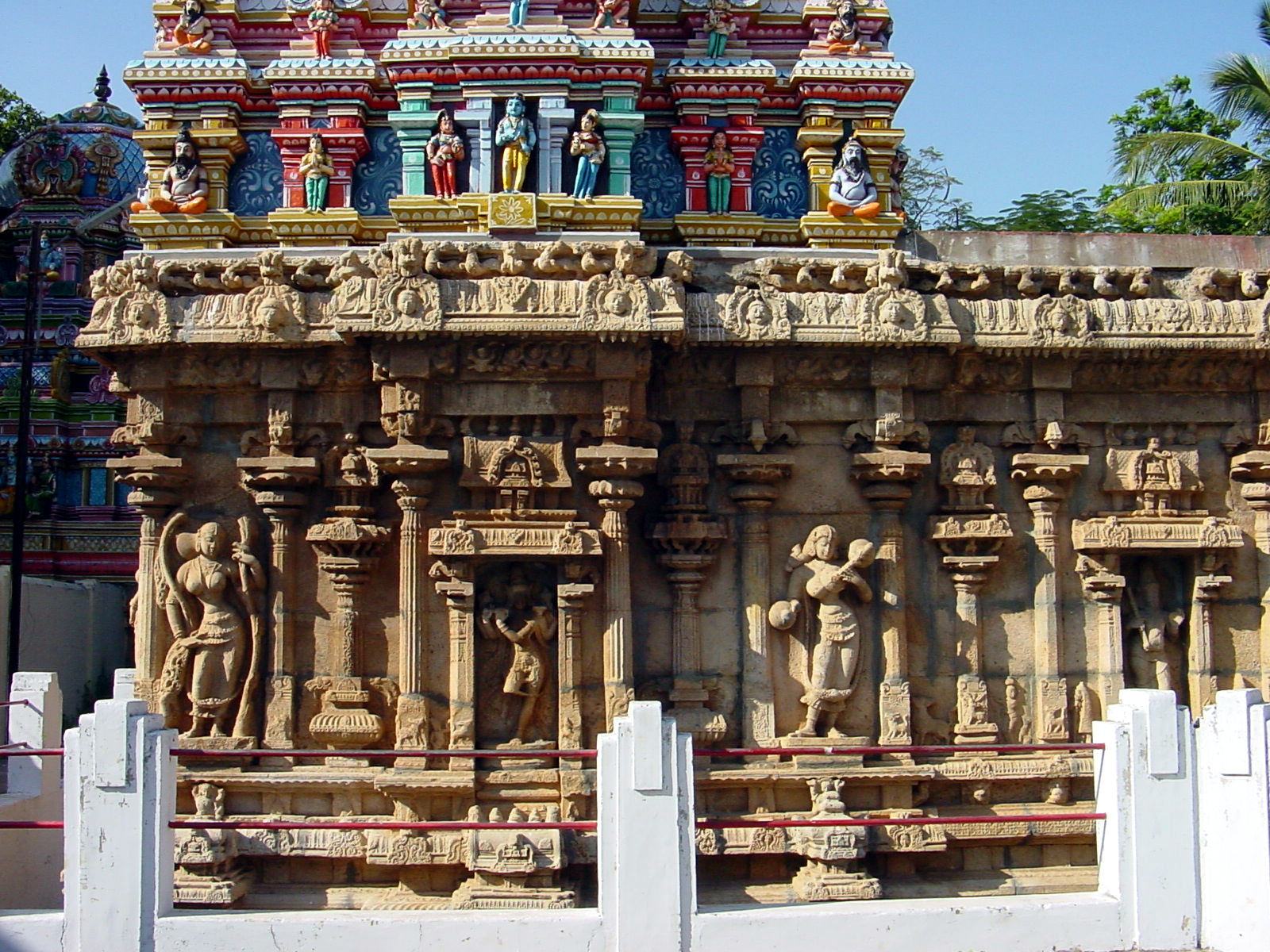
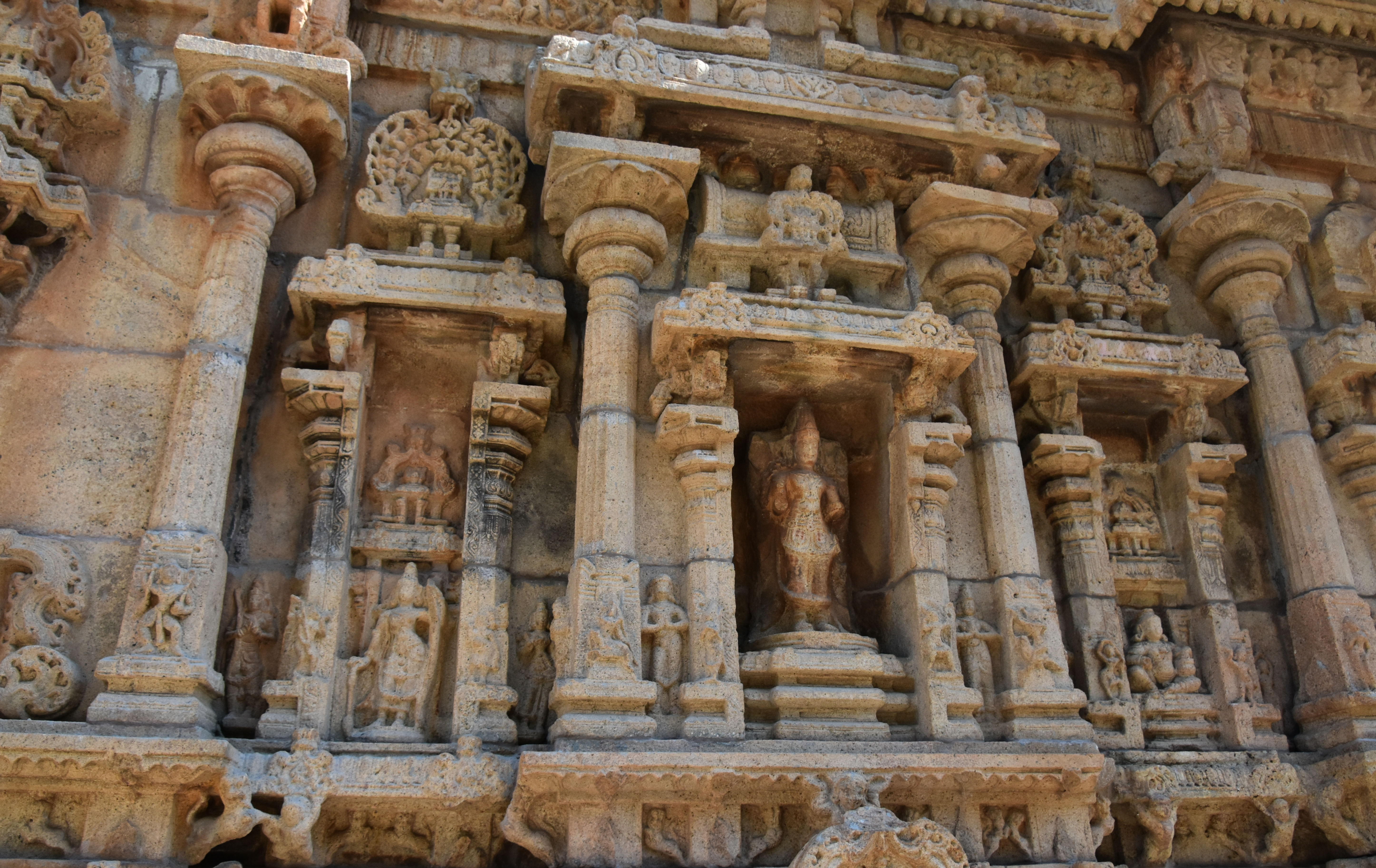
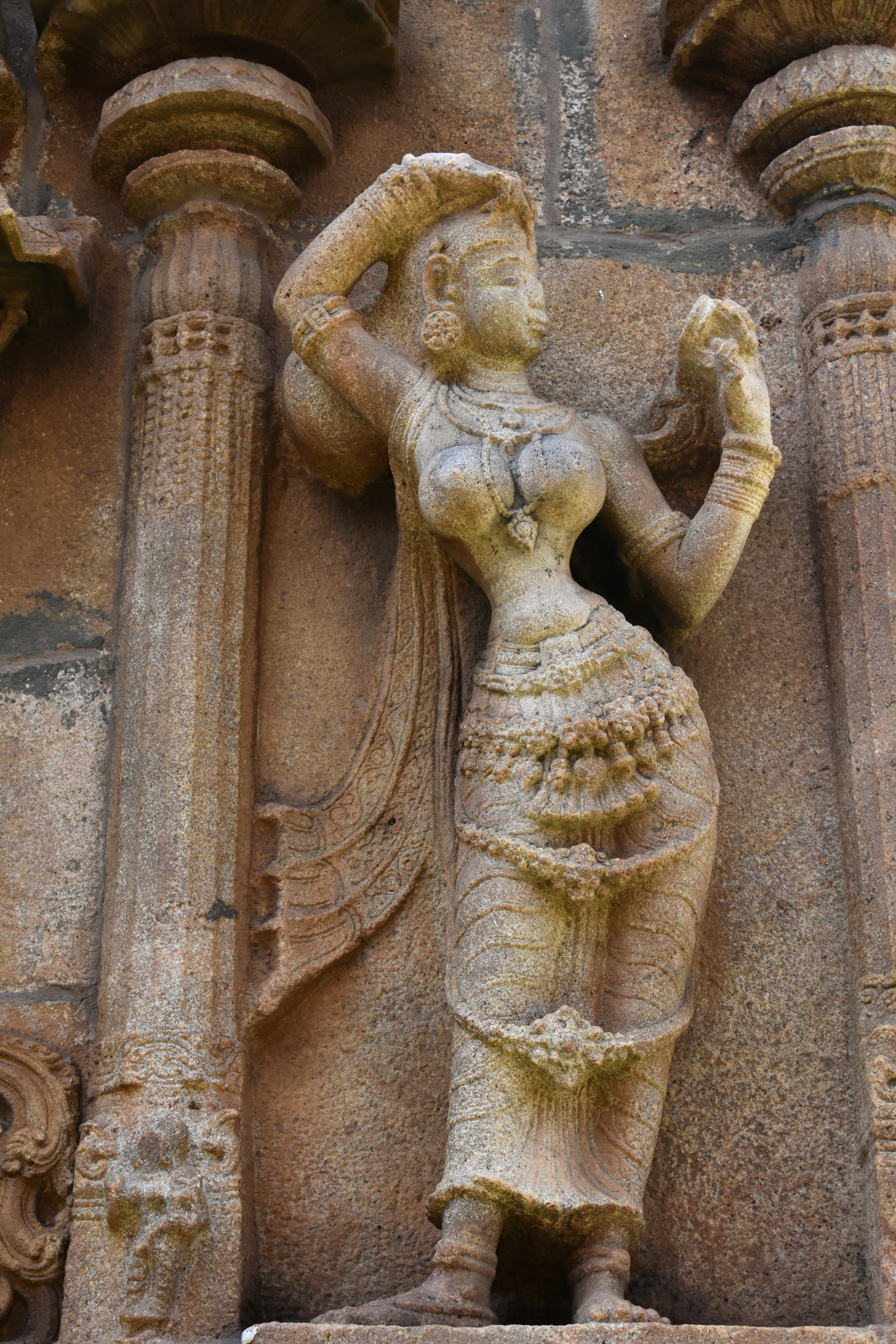

Храмовые башни. Храм Ранганатхи известен своими башнями-гопурамами. Всего насчитывается 21 огромный гопурам. Башня, называемая «Раджа-гопурам» (Rajagopuram, «Королевская башня»), является второй по высоте храмовой башней в мире и достигает 72 метров в высоту. Строительство башни было завершено в 1987 году. Она уступает только гопураму храма Мурудешвара в честь Шивы (Карнатака), построенной в 2008 году.
Древние храмовые надписи. На стенах храма сохранились древние надписи, которые представляют большую ценность для эпиграфистов. Идентифицировано около 640 надписей, которые опубликованы и находятся в открытом доступе. Надписи сделаны как на каменных стенах, так и на медных памятных пластинах. Сборник «Археологический обзор Индии» (Archaeological Survey of India) посвятил им целый том (XXIV том) в серии о южноиндийских храмовых надписях. Известен лишь один храм, сопоставимый по богатству коллекции надписей, — храм Шивы в Танджавуре. Самая ранняя храмовая надпись датируется 17 годом правления Парунтака I (Paruntaka I, 906—953) из династии Чола. Она описывает подарок правителя в размере 30 золотых монет для создания лампы, 30 монет на камфару и одной монеты на хлопковый фитиль (для лампы), а также дар в виде серебряного светильника. Подарок был принят сабхой, то есть советом, опекавшим храм. Надписи проливают свет на историю, культуру и экономику храмового города на протяжении более тысячи лет. Большинство надписей датируется годами процветания храма, в ранний период династии Чола и поздний период династии Наяков. Они свидетельствуют о дарах храму, ирригационных работах, землепользовании, налогообложении и названиях, которые имели деревни, принадлежавшие храму. К примеру, надпись от XV века свидетельствует об актах самосожжения нескольких храмовых служащих в знак протеста против взимания незаконных налогов с храмовых земель. Из храмовых надписей стало известно, что Храм Ранганатхи был одним из немногих в Средневековье, располагавшим оздоровительным центром и предоставлявшим медицинское обслуживание местным жителям.
Монументальная живопись и цветные фрески. Стены храмового комплекса украшены изысканными картинами с использованием растительных и естественных красителей. Все они посвящены индийской культуре, религии и традиции. Фигуры богов, богинь и эпических героев взирают на посетителей со стен храма, призывая их следовать дхарме и бхакти. Высокое качество средневековой живописи обеспечило сохранность картин до настоящего времени.
Храмовые пруды. В Средневековой Индии действовала развитая система водных накопителей, которые пополнялись от дождей. Они позволяли пережить засуху, служили ежедневным источником воды, а также предназначались для ритуалов. Перед входом в храм паломник обязан по меньшей мере помыть ноги. Глубоко верующие полностью моются в храмовом пруду, рассчитывая на физическое и духовное очищение. Последнее является обязательным для касты брахманов. Комплекс располагает двумя большими прудами: прудом Луны (Chandra Pushkarini) и прудом Солнца (Surya Pushkarini). Комплекс спроектирован таким образом, чтобы собранная в сезон дождей вода сливалась в пруды. Ёмкость каждого пруда составляет около 2 миллионов литров. Очищение воды происходит естественным образом за счёт рыб, которых разводят в пруду. Помимо основных прудов, в Шрирангаме есть ещё 10 прудов, находящихся под контролем и управлением храма. Избыток воды в сезон дождей поглощается открытыми пространствами вокруг храма, обильно посыпанными песком, а также «нандаванами» (цветочными садами), в которых выращивают туласи и цветы для Ранганатхи.

## Местонахождение
Комплекс расположен на острове Шрирангам, омываемом реками Кавери и Коллидам (притоком Кавери) вблизи города Тируччираппалли (штат Тамилнад). Тируччираппалли хорошо связан дорожным, железнодорожным и воздушным сообщением с крупными городами Южной Индии. До него можно добраться самолётом из Бангалора или Ченная. Храм находится в 15 км от аэропорта Тируччираппалли. Большинство паломников остаётся на ночлег в Тируччираппалли с тем, чтобы днём добираться до храма на автобусе, моторикше или такси. На территории острова Шрирангам есть несколько гостиниц и гостевых домиков. Большинство паломников прибывает по железной дороге. Поезда идут из Ченная, Мадурая и Коимбатора. Храм находится в 9 км от железнодорожной станции (Tiruchirappalli Rail Junction). От железнодорожной станции до храма по маршруту № 1 круглосуточно ходит автобус.

## Структура храмового города
| Корпус                                        | Строения |
| --------------------------------------------- | --- |
| Первая пракара: Дхармаварма-тирубиди          | Шриранга Виман, Гаятри-мандапа |
| Вторая пракара: Раджамахендра-тирубиди        | Виджаяранга Джаганнатха Наяка, Ягьяшала, Храм Вишваксены, Ханумана и Вибхишаны, Арджуна-мандапа, Ревати-мандапа, Храм Тулукка Начияр и Черакулавалли Начияр, Кили-мандапа, Храм Кили-мандапа Кришны: танцующий Кришна и Васудева с Деваки и Рохини, изображение Шриниваса Перумала (Баладжи) |
| Третья пракара: Кулашекхара-тирубиди          | Гопурам Наликетан-вазал, Павитротсава-мандапа, Храм Сарасвати и Лакшми-Хаягривы, Улгодаи-мандапа, Веда-виннаппа-гоштхи-мандапа, Гопурам Парамапада-вазал (Ворота на Вайкунтху), кухня, Мурти Анна-пуруши, Дола-мандапа, Мурти Ханумана, Гаруда-стамбха (колонна Гаруды) и Бали-питха |
| Четвёртая пракара: Алинадан-тирубиди          | Гопурам Арьябаттал-вазал, Храм Наммальвара, Храм Альвара, камера хранения, Гошала Храм, коттарам (зернохранилища), Храм Рамы (Сита-Рама-Лакшман-Хануман), Мудальвар Саннитхи (Господь Нараяна и три первых альвара, Бхутам, Пей и Пойгай), Храм Тиртхакара Васудевы Перумала, Храм Дханвантари, Гопурам Аинту-кули-мунру-вазал, пруд Чандра-пушкарини, на его берегу находятся храмы Радхи-Кришны, Вьясадевы и Варадараджи, Храм Коданда-Рамы (Сита-Рама-Лакшман-Хануман), Храм Парамапада-натхи (Вайкунтханатха с Бху, Шри и Нилой, Андаль, альвары, ачарьи Шри-сампрадаи), Храм Рамы (два семейства Рамы, Рама-Лакшмана-Бхарата-Шатругхна и Сита-Рама-Лакшмана-Хануман, Бала-Кришна), Храм Шриниваса Перумала (Баладжи), библиотека, Храм Бходжа-Рамы, Храм Кришны с Рукмини, Сатьябхамой и Андаль, Храм Тирумажисей Альвара, раздача прасада, Гаруда-мандапа, раздача маха-прасада, Храм Гаруды, пруд Сурья-пушкарини, Храм Тируккаччинамби (Канчипурны), Ямуначарьи и Господа Варадараджи, Гопурам Карттикаи-вазал |
| Пятая пракара: Агаланган-тирубиди             | Храм Натхамуни, Яали-вахан-мандапа, Храм Ул-Андаль, Храм Вену-Гопала Кришны, Храм Амрита-калаша Гаруды, Вахана-мандапа, Храм Чакраттальвара (Сударшана-Нарасимхи), Сад Ранганатхи, Васанта-мандапа, Тхаяр-саннитхи (Храм Ранганаяки-Лашкмидеви), священное дерево бильва, Гопурам Вадакку-вазал, Камбар-мандапа, Храм Ведантадешики, Храм Кришны с Радхой и Рукмини, Храм Бходжа-Рамы, Храм Метту Алагья-симхи (Нарасимха-дева), Храм Васудевы Перумала, Храм Нараяны, Зал тысячи колонн, Гопурам Веллаи-вазал, Шешарая-мандапа, Храм Коданда Рамы, Храм Пиллаи Локачарьи, Храм Партха-саратхи, Удаявар-саннитхи (Храм-самадхи Рамануджи Ачарьи), администрация храма, Музей, Храм Ханумана, Ранга-виласа-мандапа, Храм Вира-Ханумана, Храм Витхала Кришны (Пандуранги), Храм Тондарадипподи Альвара, Храм Кулашекхара Альвара, Тирувандикаппу-мандапа, Гопурам Нанмугхам-вазал |
| Шестая пракара: Тирувикрама-тирубиди          | Гопурам Мелаккаттаи-вазал, Гопурам Вадаккукаттаи-вазал, Гопурам Килаккаттаи-вазал, Гопурам Ултирубидикаттаи-вазал |
| Седьмая пракара: Мадамалигаи-тирубиди         | Гопурам Мелаччитираи-види-каттаи-вазал, Джаганнатха-матх (монастырь в честь Джаганнатхи-Баладевы-Субхадры), Гопурам Вадаккучиттираи-види-каттаи-вазал, Гопурам Килаччиттираи-види-каттаи-вазал, Гопурам Теркучиттраи-види-пурамула-каттаи-вазал |
| Внешняя пространство: Адаяваланджана-тирубиди | Дорога на реку Кавери и город Тируччираппалли, дорога на озеро Теппакулам, дорога на Колерун, дорога на железнодорожную станцию Шрирангам, Раджа-гопурам |